# Station Hirson
Station Hirson is een spoorwegstation in de Franse gemeente Hirson.